# Fiorello Provera
Fiorello Provera (ur. 31 marca 1946 w Vigevano) – włoski polityk, lekarz, były poseł i senator, eurodeputowany VII kadencji.

## Życiorys
Absolwent medycyny i chirurgii, specjalizował się w pediatrii. Założył organizację charytatywną Cooperazione Padania Mondo. W 1990 wstąpił do Ligi Północnej. Od 1992 do 1996 sprawował mandat posła do Izby Deputowanych XI i XII kadencji, następnie do 2006 zasiadał w Senacie XIII i XIV kadencji. Od 2004 do 2009 zajmował stanowisko prezydenta prowincji Sondrio.
W wyborach w 2009 uzyskał z listy LN mandat posła do Parlamentu Europejskiego VII kadencji. Został członkiem grupy Europa Wolności i Demokracji oraz wiceprzewodniczącym Komisji Spraw Zagranicznych.
Uhonorowany tytułem doctor honoris causa rumuńskiego Uniwersytetu Oradejskiego (2002) oraz Orderem Gwiazdy Rumunii II klasy (2003).